# Tasi Feto

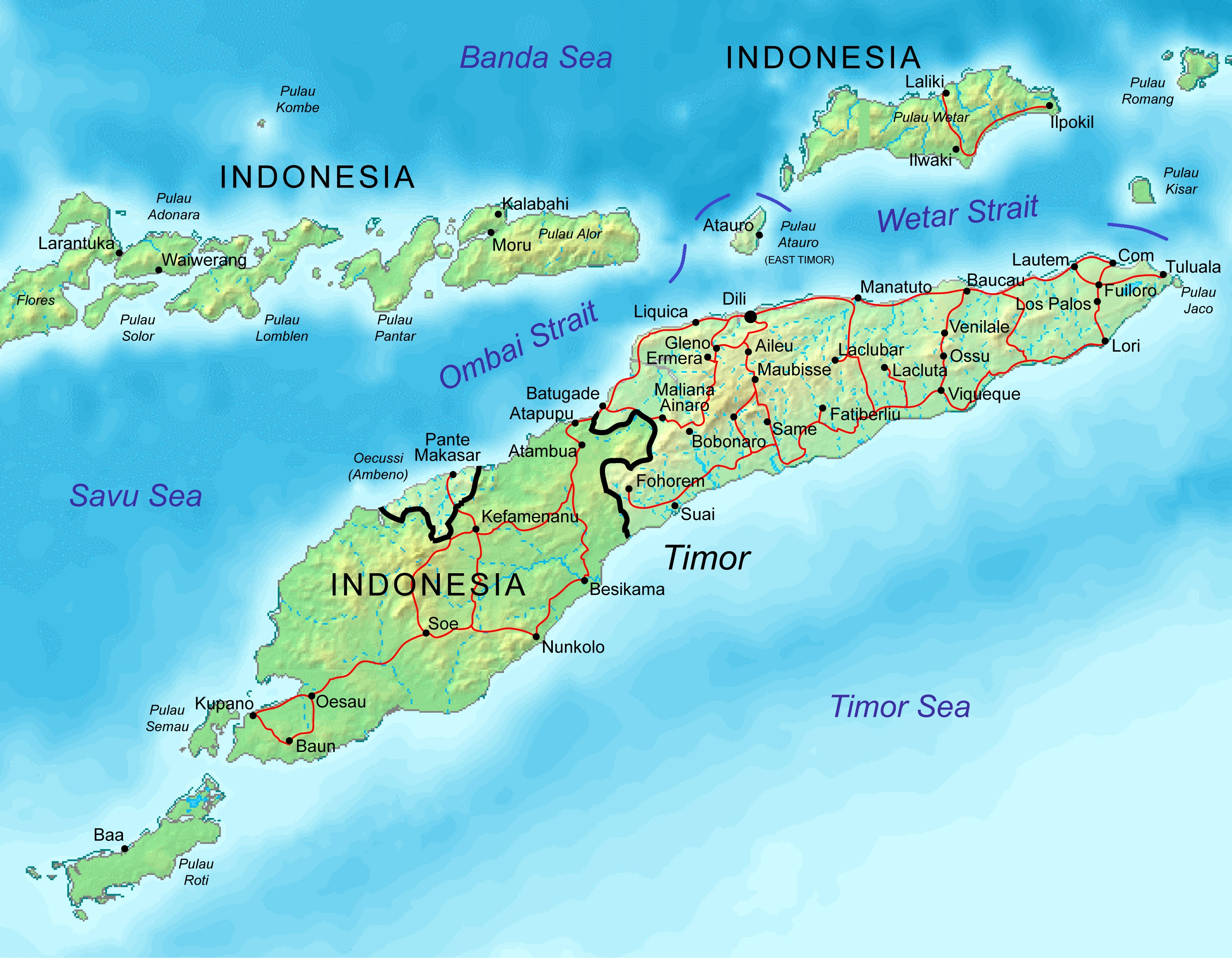
Die Insel Timor und die umliegenden Gewässer

Tasi Feto oder Tasifeto (Tetum für Frauenmeer) ist der einheimische Name für das Meer nördlich der Insel Timor.
Die Bezeichnung bezieht sich auf die nordwestliche Sawusee und die zur Bandasee gehörenden Straße von Ombai und Straße von Wetar. Der Name beschreibt den ruhigen Charakter des Meeres im Vergleich zur rauen Timorsee im Süden der Insel, die Tasi Mane, das Männermeer genannt wird.